# Cité des Sciences et de l’Industrie
Cité des Sciences et de l’Industrie (Muzeum "Miasto Nauki i Przemysłu") – największe w Europie muzeum nauki położone w paryskim Parc de la Villette.
Muzeum zostało zaprojektowane przez irlandzkiego architekta Petera Rice. Oficjalne otwarcie muzeum odbyło się w 1986 roku. Obecnie Cité des Sciences et de l’Industrie odwiedza ponad 5 milionów zwiedzających z całego świata.
Muzeum posiada własne planetarium, łódź podwodną (Argonaute (1958)), teatr IMAX oraz specjalną strefę przeznaczoną dla dzieci.